# Porto di Belfast

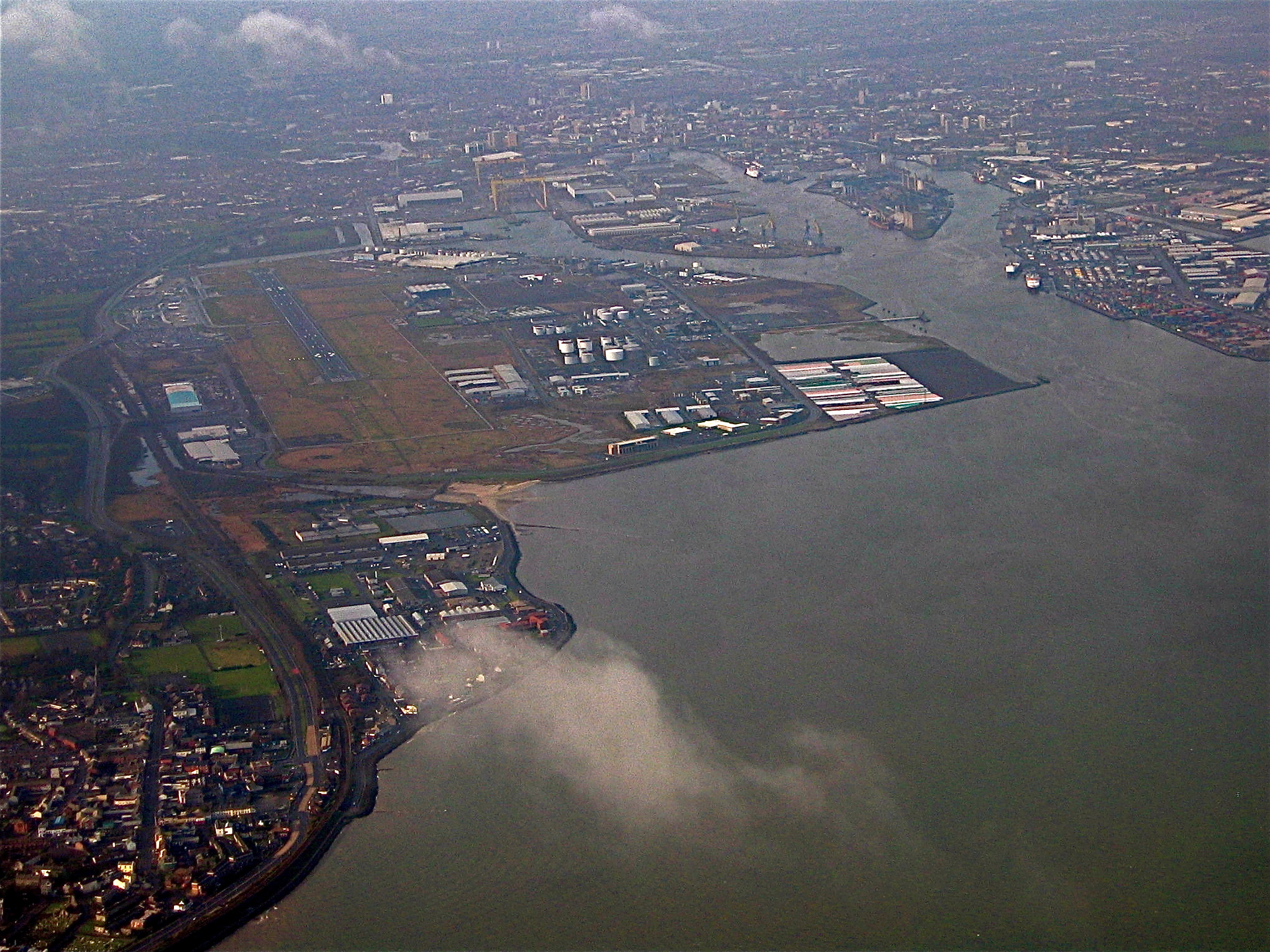
Vista aerea del porto

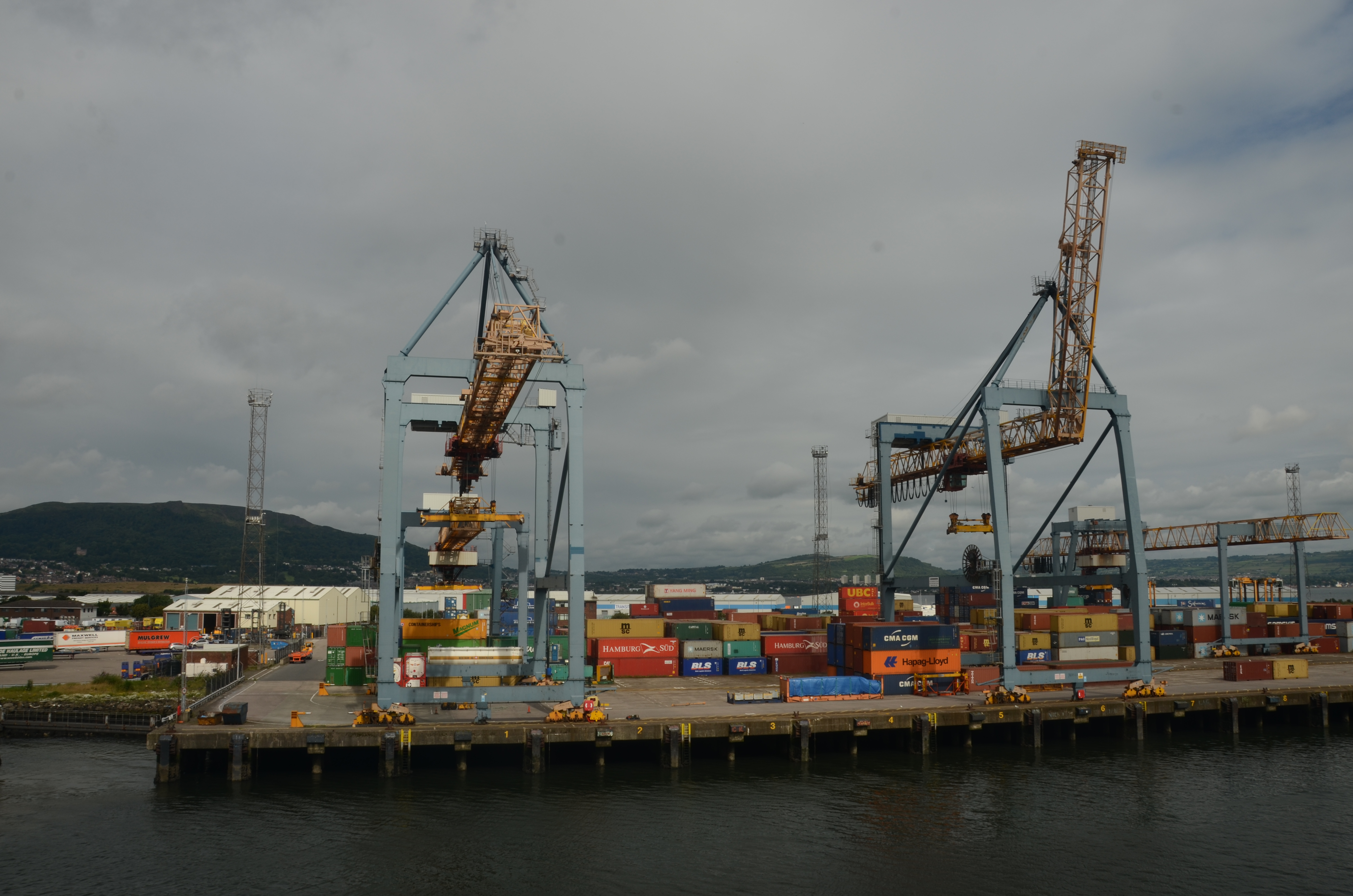
Molo container

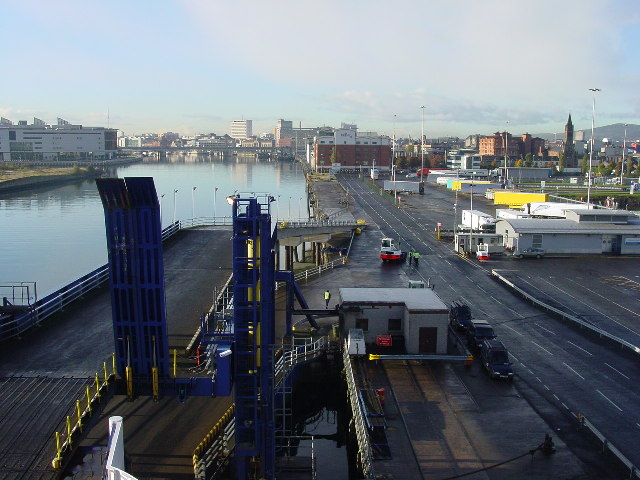
Terminal della Stena Line

Il porto di Belfast (in inglese: Port of Belfast o Belfast Harbour) è un importante hub marittimo e principale porto dell'Irlanda del Nord, che gestisce il 70% del commercio marittimo dell'Irlanda del Nord e circa il 20% del commercio marittimo dell'intera isola d'Irlanda.
È un ingresso vitale per le materie prime, le esportazioni e i beni di consumo ed è anche il principale centro logistico e di distribuzione dell'Irlanda del Nord.
La Belfast Harbour Estate è sede di molte famose aziende dell'Irlanda del Nord come l'Aeroporto di Belfast-Città, Harland and Wolff, Bombardier Aerospace, Odyssey, Catalyst Inc, Titanic Quarter e Titanic Belfast. All'interno dell'area sono presenti oltre 700 aziende che danno lavoro a 23.000 persone.
Belfast è solo uno dei due porti dell'isola d'Irlanda in grado di gestire una gamma completa di merci, dai veicoli merci ai container, rinfuse solide e liquide, nonché servizi passeggeri e crociere.
Il porto di Belfast ha movimentato 23 milioni di tonnellate di merci durante il 2015, simile alla sua capacità produttiva per il 2014. I tonnellaggi suggeriscono una performance variabile tra i settori della più ampia economia dell'Irlanda del Nord.
Martedì 14 aprile 2020 BBC One Northern Ireland ha iniziato un documentario in tre parti sul porto di Belfast intitolato Belfast Harbour: Cruises, Cranes and Cargo, esaminando il ruolo del porto di Belfast nell'economia dell'Irlanda del Nord.